# Kashyapa
Za Budinog učenika, pogledajte Mahākāśyapa.
Prema hinduističkoj mitologiji, Kashyapa [Kašjapa] (Kaśyapa) bio je drevni indijski mudrac, koji je spomenut u mnogim hinduističkim spisima. Njegovo ime na sanskrtu znači „kornjača” te je — prema Michaelu Witzelu — povezano s avestičkom riječju kasiiapa i perzijskom riječju kašaf. Možda je Kašmir dobio ime po Kashyapi. U starogrčkim tekstovima, Kašmir je poznat kao Kasperia.

## Tekstovi
Budući da je Kashyapa smatran iznimno važnim mudracem, za mnoge tekstove se kaže da potječu od njega. Ovo je popis nekih djela:
- Kashyapa Samhita — djelo posvećeno brizi oko djece i poboljšanju dječjeg zdravlja
- Kashyapa Jnanakandah Kashyapina — knjiga mudrosti
- Kaśyapa dharmasutra
- Kaśyapa sangita — djelo posvećeno glazbi
- Kasyapasilpa — djelo posvećeno graditeljstvu

## Obitelj
Kashyapa je bio sin mudraca Marichija, a oženio je kćeri boga Dakshe: Aditi, Diti, Kadru, Danu, Arishtu, Surasu, Kamadhenu, Vinatu, Tamru, Krodhavashu, Iru, Vishvu i Muni. On je sa ženama dobio mnoštvo djece, različitih imena i atributa u različitim tekstovima.